# Contulma penai
Contulma penai är en nattsländeart som beskrevs av Ralph W. Holzenthal och Oliver S. Flint Jr. 1995. Contulma penai ingår i släktet Contulma och familjen Anomalopsychidae. Inga underarter finns listade i Catalogue of Life.